# Mycomya coxalis
Mycomya coxalis är en tvåvingeart som beskrevs av Freeman 1951. Mycomya coxalis ingår i släktet Mycomya och familjen svampmyggor. Inga underarter finns listade i Catalogue of Life.